# Komedie om geld
Komedie om geld is een Nederlandse film uit 1936 onder regie van Max Ophüls. De film heeft als internationale titel The Trouble with Money.

## Verhaal
De eenvoudige en eerlijke geldkoerier Karel Brand verliest op een dag de inhoud van een tas met 50.000 pond. Hij wordt gearresteerd, maar wordt al snel vrijgelaten bij gebrek aan bewijs. Desondanks verliest Brand zijn baan. Het leven ziet er droevig uit voor hem, maar hier komt verandering in als hij door een financieringsmaatschappij wordt benoemd tot directeur van hun bedrijf. Dit blijkt echter een zwendelonderneming te zijn, die denkt dat Brand het geld ergens verborgen houdt. Zolang Brand echter directeur is gaan de zaken goed en houdt hij zich bezig met de ontwikkeling van sociale woningbouw.
Er komt een einde aan zijn succes als de directie het verloren geldbedrag opeist. Het wordt Brand dan al snel duidelijk waarom hij is aangenomen. Hij gaat ervandoor met zijn dochter Willy. Zij zorgt ervoor dat hij met beide benen op de grond blijft en zich niet verliest in zijn plotselinge hoge machtspositie. Ten slotte vindt Brand het geld terug en loopt alles goed af.

## Rolverdeling
| Acteur                  | Personage             |
| ----------------------- | --------------------- |
| Herman Bouber           | Karel Brand           |
| Matthieu van Eysden     | Ferdinand             |
| Rini Otte               | Willy, Brands dochter |
| Cor Ruys                | Moorman               |
| Edwin Gubbins Doorenbos | Verteller             |
| Lau Ezerman             |                       |
| Arend Sandhouse         |                       |
| Richard Flinck          |                       |
| Corry Vonk              |                       |
| Bert van Dongen         |                       |

## Achtergrond
De film had destijds een recordbrekend budget van 135.000 gulden en was daarmee de duurste film uit haar tijd. De film werd gemaakt ter gelegenheid van het 15-jarig bestaan van het Tuschinski Theater. De Duitse regisseur Max Ophüls nam de regie op zich en gaf Rini Otte de vrouwelijke hoofdrol, nadat hij haar zag in Jonge Harten (1936). Hij sprak enkel neerbuigend over het maken van films in Nederland. In zijn boek vertelde hij dat het filmproject te lang duurde om te maken en hij intussen al drie films in Frankrijk had voltooid. Wel meldde hij erbij dat hij graag werkte met Nederlandse acteurs en hij enkel positieve herinneringen heeft aan zijn samenwerking met Otte.
Ondanks de prijzige voorbereidingen, werd de film een grote flop en bracht slechts 10.000 gulden op. Het verlies werd zelfs zó groot, dat de studio Cinétone tijdelijk moest sluiten. De recensies waren daarentegen overwegend positief. Critici spraken vol lof over de fotografie, montage en decors en prezen de hoofdrolspelers voor hun spel.